# Euxoa caucasica
Euxoa caucasica är en fjärilsart som beskrevs av Arnold Spuler 1905. Euxoa caucasica ingår i släktet Euxoa och familjen nattflyn. Inga underarter finns listade i Catalogue of Life.